# Soyez mystérieuses
Soyez mystérieuses est une sculpture réalisée par Paul Gauguin en 1890 en Bretagne. Ce bas-relief en bois de tilleul polychromé représente une Ondine tahitienne encadrée par deux visages. Elle est conservée au musée d'Orsay, à Paris.

## Expositions
- Le Cubisme, Centre national d'art et de culture Georges-Pompidou, Paris, 2018-2019.